# Villa Bianca
La Villa Bianca (en grec moderne : Κάζα Μπιάνκα), ou Villa Fernandez, est le nom d'un manoir de la ville de Thessalonique, en Grèce. Elle a été construite entre 1911 et 1913 par l'architecte Pietro Arrigoni (en) comme résidence pour Dino Fernandez Diaz et sa famille.

## Histoire
D'origine juive séfarade (espagnole), Fernandez était un riche négociant et industriel de la ville. 
La villa passa à sa fille, où elle vivait avec son mari chrétien (le lieutenant Aliberti), puis fut confisquée et utilisée par les Allemands lors de l'occupation de la Grèce par l'Axe. Pour échapper aux nazis, Dino Fernandez Diaz, avec d'autres membres de sa famille, s'est enfui en Italie, mais ils furent assassinés en 1943 par les SS allemands près du lac de Côme. 
Le bâtiment présente des éléments d'architecture éclectique, comme beaucoup d'autres bâtiments de cette période dans la ville, à l'instar de la Villa Mehmet-Kapandji et de la Villa Modiano (en). 
La villa est déclarée monument historique en 1976. Depuis 2013, elle abrite la galerie d'art municipale (en). 

## Sources
- Casa Bianca -Η ζωή στη Θεσσαλονίκη γύρω στα 1900 / Το αρχοντικό του Dino Fernandez σκιαγραφία και Diaz - μελέτη Ιστορική αναστηλώσεως, του Ν.Κ.Μουτσόπουλου, Θεσσαλονίκη 1998
- Casa Bianca - Histoire d'un bâtiment sur le site internet de la ville de Thessalonique
- (en) Anna Angelidou, Neoclassical buildings of Thessaloniki (mémoire de master de l'université hellénique internationale), Thessalonique, 2013, 37 p., p. 21–26.
- Méropi Anastassiadou, Salonique, 1830-1912 : une ville ottomane à l'âge des Réformes, Brill, 1997, 465 p. (ISBN 978-90-04-10798-4, lire en ligne), p. 132.